# Gabrielle Scharnitzky

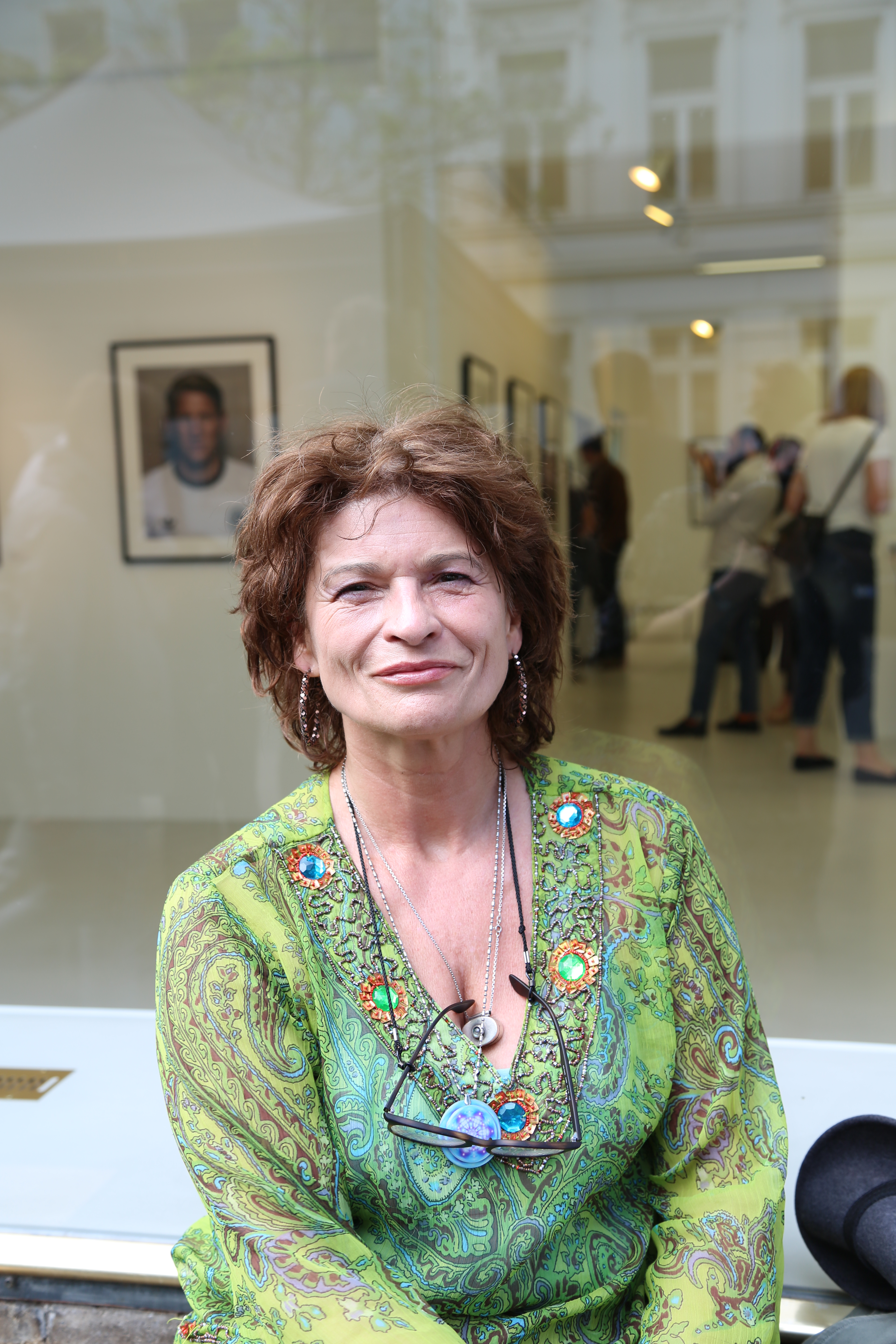
Gabrielle Scharnitzky (2017)

Gabrielle Scharnitzky (* 8. September 1956 in Amberg) ist eine deutsche Schauspielerin.

## Leben
Gabrielle Scharnitzky wurde in Amberg geboren, wo sie auch aufwuchs. Nach dem Besuch der Dr.-Johanna-Decker-Realschule machte sie eine Ausbildung bei einem Reisebüro. Sie arbeitete bei Pan Am und reiste viel. Danach ging sie nach West-Berlin, um dort von 1988 bis 1990 an der Universität der Künste Berlin eine Schauspielausbildung zu absolvieren. Sowohl in Berlin (1985, 1992, 1998, 1999, 2001) als auch in New York (1996) stand die Theaterschauspielerin auf der Bühne. Seit 2000 gibt sie als Schauspielcoach ihre Erfahrungen an den Nachwuchs in ihrer „Actors Lodge“ weiter.
Scharnitzky drehte zahlreiche Kino- und Fernsehproduktionen im In- und Ausland. Bekannt wurde sie vor allem durch ihre Rolle als Sophie von Brahmberg, die sie von 2005 bis 2007 in der Sat.1-Telenovela Verliebt in Berlin spielte. Von Juli 2009 bis Juli 2010 spielte sie in der ARD-Telenovela Sturm der Liebe die Antagonistin der 5. Staffel, die herzkranke, intrigante Cosima Saalfeld, geb. Zastrow. Daneben wirkte sie als Episodendarstellerin in zahlreichen anderen Serien mit.
Scharnitzky wirkte im Jahre 2010 an der Präventionskampagne des Vereins Vergiss Aids nicht e. V. mit.
Im Jahr 2022 war sie als Teil des Hauptcasts in der US-amerikanischen Serie Shantaram von Apple TV+ zu sehen und verkörperte dort die Rolle der Madame Zhou.
Scharnitzky lebt in Berlin.

## Filmografie
- 1985: Target – Zielscheibe (Target)
- 1987: Delinquenten
- 1987: Einfach so
- 1987: Blaha
- 1993: Mesmer
- 1994: Rosenkavalier
- 1994: Across the big water
- 1994: Scheidungsgericht
- 1994: Gute Zeiten, schlechte Zeiten (Fernsehserie, 2 Folgen)
- 1995: Dr. Stefan Frank – Der Arzt, dem die Frauen vertrauen (Fernsehserie, 1 Folge)
- 1995: Alarmcode 112 (Fernsehserie, 1 Folge)
- 1997: Who is Oscar Lake?
- 1998: Abgehauen
- 1999: Mordkommission
- 2000–2020: Großstadtrevier (Fernsehserie, 2 Folgen, verschiedene Rollen)
- 2000: HeliCops – Einsatz über Berlin (Fernsehserie, 1 Folge)
- 2000: Aus gutem Haus
- 2000: 12 Uhr Priegnitz
- 2000: Streit um drei (Fernsehserie, 1 Folge)
- 2000: Mordkommission (Fernsehserie, 1 Folge)
- 2001: Gib nie auf, Steven
- 2001: Polizeiruf 110: Die Frau des Fleischers (Fernsehreihe)
- 2001: Die Cleveren (Fernsehserie, 1 Folge)
- 2001: Nur mein Sohn war Zeuge
- 2002: Wolffs Revier (Fernsehserie, 1 Folge)
- 2002: Im Namen des Gesetzes (Fernsehserie, 1 Folge)
- 2003: Anime Veloci (Fast Souls)
- 2003: Schloss Einstein (Fernsehserie, 2 Folgen)
- 2004: Meine Frau, meine Freunde + ich
- 2005: Schöner Leben
- 2005–2007: Verliebt in Berlin (Fernsehserie, alle Folgen)
- 2006: Verliebt in Berlin – Das Ja-Wort (Fernsehfilm)
- 2006: Tour Excessive
- 2007: Neben der Spur
- 2007: Ein Fall für zwei (Fernsehserie, 1 Folge)
- 2008: Bonekickers: The Lines Of War (BBC)
- 2008: Morgen räum ich auf
- 2009: Dahoam is Dahoam (Fernsehserie, 2 Folgen)
- 2009: Der Alte (Fernsehserie, 1 Folge)
- 2009–2010: Sturm der Liebe (Fernsehserie, 219 Folgen)
- 2010: The Empty Plan
- 2011: Sherlock Holmes 2
- 2011–2020: SOKO Stuttgart (Fernsehserie, 2 Folgen, verschiedene Rollen)
- 2012: Akte Ex (Fernsehserie, Folge: Der fröhliche Mönch)
- 2012: Morden im Norden (Fernsehserie, 1 Folge)
- 2013: More than friendship
- 2013: Fragmente (Kurzfilm)
- 2014: The Game (Fernsehserie, 1 Folge)
- 2015: Ein starkes Team: Stirb einsam! (Fernsehreihe)
- 2018: Die Spezialisten – Im Namen der Opfer (Fernsehserie, 1 Folge)
- 2019: Treadstone (Fernsehserie, 7 Folgen)
- 2019: Aenne Burda – Die Wirtschaftswunderfrau
- 2019: Devils (Fernsehserie, 10 Folgen)
- 2021: Der Usedom-Krimi: Der lange Abschied (Fernsehreihe)
- 2022: Shantaram (Fernsehserie)
- 2022: SOKO Potsdam (Fernsehserie, Folge: Das siebte Haus)
- 2022: Love Addicts (Miniserie)
- 2024: Those About to Die (Fernsehserie, 10 Folgen)
- 2025: In aller Freundschaft – Die jungen Ärzte (Fernsehserie, Folge: Bekenntnis)
- 2025: Trapps Sommer (Fernsehfilm)

## Theater (Auswahl)
- 1985: Room Service
- 1992: Hopscotch
- 1996: Richard III.
- 1996: Fear and Misery of the Third Reich
- 1998: Edmond
- 1998/99, 2001: Ich – der brennende Wüstenwind
- 2002: REM-Phase 3
- 2002: Ulyssees-2